# سری اوروبیندو
سری اوروبیندو (انگلیسی: Sri Aurobindo؛ زاده ۱۵ اوت ۱۸۷۲ درگذشته ۵ دسامبر ۱۹۵۰) یک پدیدآور اهل هند بود.